# Boeing Insitu RQ-21 Blackjack
El Boeing Insitu RQ-21 Blackjack, anteriormente llamado Integrator, es un vehículo aéreo no tripulado estadounidense, diseñado y construido por Boeing Insitu para cubrir un requerimiento de la Armada de los Estados Unidos por un pequeño sistema aéreo táctico no tripulado (STUAS). Es un monoplano de dos botalones, monomotor, diseñado para complementar al Boeing ScanEagle. El Integrator pesa 61 kg y usa el mismo sistema de lanzador y recuperador que el ScanEagle.

## Desarrollo
El RQ-21 fue seleccionado en junio de 2010 por encima de los Raytheon Killer Bee, AAI Aerosonde, y General Dynamics/Elbit Systems Storm.
El RQ-21A Integrator voló por primera vez el 28 de julio de 2012. El 10 de septiembre del mismo año, el Integrator pasó a realizar pruebas de desarrollo con un vuelo de 66 minutos. La Armada lanzó uno usando un lanzador neumático y un sistema de recuperación conocido como Skyhook. Esto elimina la necesidad de pistas y permite una recuperación segura y una capacidad expedicionaria para misiones tácticas en tierra o mar. Con la actual tasa de pruebas, se espera que la capacidad operativa inicial (IOC) se adquiera en 2013.
El 10 de febrero de 2013, el Integrator completó su primer vuelo en el mar desde el USS Mesa Verde, un buque de asalto anfibio de la clase San Antonio. A esto le siguió la realización de tres meses de vuelos terrestres.
El 19 de febrero de 2013, Insitu completó el primer vuelo de un RQ-21A Block II. Pesa 54,88 kg y voló durante 2 horas. Estaba controlado por un nuevo sistema de control terrestre destinado a integrar diferentes sistemas UAV. El Block II tiene los sensores del Nighteagle, la versión nocturna del ScanEagle, y está diseñado para operar en ambientes de altas temperaturas.
El 15 de mayo de 2013, el Departamento de la Armada anunció que el RQ-21A Integrator recibió la aprobación Milestone C, autorizando el comienzo de una producción inicial de baja cadencia. Con la aprobación Milestone C, el Integrator entró en producción y desarrollo.
El 12 de junio de 2013, el RQ-21A completó su primer vuelo en la Costa Este desde Webster Field Annex, comenzando la siguiente fase de pruebas para el Integrator. El UAV fue lanzado con un lanzador neumático, voló 1,8 horas, y fue recuperado con un sistema construido por Insitu conocido como Sistema de Recuperación de STUAS (SRS), que permite la recuperación segura de los STUAS en tierra o mar. Esta fase de las pruebas fue realizada para validar las actualizaciones realizadas al avión, que incluyen software, fuselaje, y mejoras en las cámaras. El Integrator fue probado en vuelo a altitudes de baja densidad. La Evaluación y Pruebas Operacionales Integrales (IOT&E) fue programada para octubre de 2013.
En septiembre de 2013, el Integrator fue rebautizado RQ-21A Blackjack. El 28 de noviembre de 2013, la Armada estadounidense concedió a Boeing Insitu un contrato de 8,8 millones de dólares por un avión de producción de baja cadencia en preparación de la producción a plena cadencia.
En enero de 2014, el primer RQ-21A Blackjack de producción de baja cadencia comenzó la IOT&E para la Armada y Cuerpo de Marines estadounidenses. Las pruebas se desarrollaron en los siguientes meses para demostrar su efectividad en condiciones de combate realistas. La Armada ordenó tres sistemas Blackjack en diciembre de 2014. En julio de 2015, la Armada había recibido dos de estos sistemas.
En 2013, 2014 y 2015, la Oficina del Secretario de Defensa emitió informes de revisión del programa del RQ-21A. Estos informes establecían problemas de calidad y de capacidad del sistema que resultaron en que el mismo era descrito como no efectivo operacionalmente, y de no alcanzar los mínimos en varios requerimientos clave. Estas deficiencias han incrementado significativamente la asignación de los fondos disponibles del programa a la ingeniería, en vez de a la producción.

## Diseño
El RQ-21A Blackjack está diseñado para apoyar al Cuerpo de Marines estadounidense proporcionando reconocimiento a vanguardia. Un sistema Blackjack está compuesto de cinco vehículos aéreos y dos sistemas de control terrestre. Los vehículos aéreos pueden ser lanzados desde tierra o desde un buque con una catapulta y aterrizar usando un sistema de recuperación "Skyhook", donde un cable vertical debe ser enganchado por su ala; en tierra, los sistemas de lanzamiento y recuperación pueden ser remolcados por vehículos. Su envergadura es de 4,9 m y puede llevar una carga útil de 18 kg. La cámara diurna/nocturna puede alcanzar una tasa de resolución de 7 en la escala NIIRS (National Imagery Interpretability Rating Scale) a 2400 m de altura.
Los Marines están trabajando con Insitu para modificar el fuselaje del Blackjack para que lleve cargas de pago mayores y más variadas. Agrandar el fuselaje incrementaría su peso máximo al despegue de 61 a 66 kg y alargaría la autonomía de 16 a 24 horas. Se están explorando nuevas torretas, así como otras cargas de pago, incluyendo un radar de apertura sintética para rastrear blancos terrestres, un designador láser para marcar blancos para municiones guiadas de precisión, y capacidades de penetración del follaje para clientes extranjeros que operen en ambientes selváticos. La Oficina de Investigación Naval (ONR) planea añadir un sensor al Blackjack que combina una cámara electroóptica, imagen de amplia área, imagen hiperespectral infrarroja de onda corta, y una cámara de alta resolución para ser usada como sensor de inspección en una única carga útil, en 2020.

## Operadores
Canadá

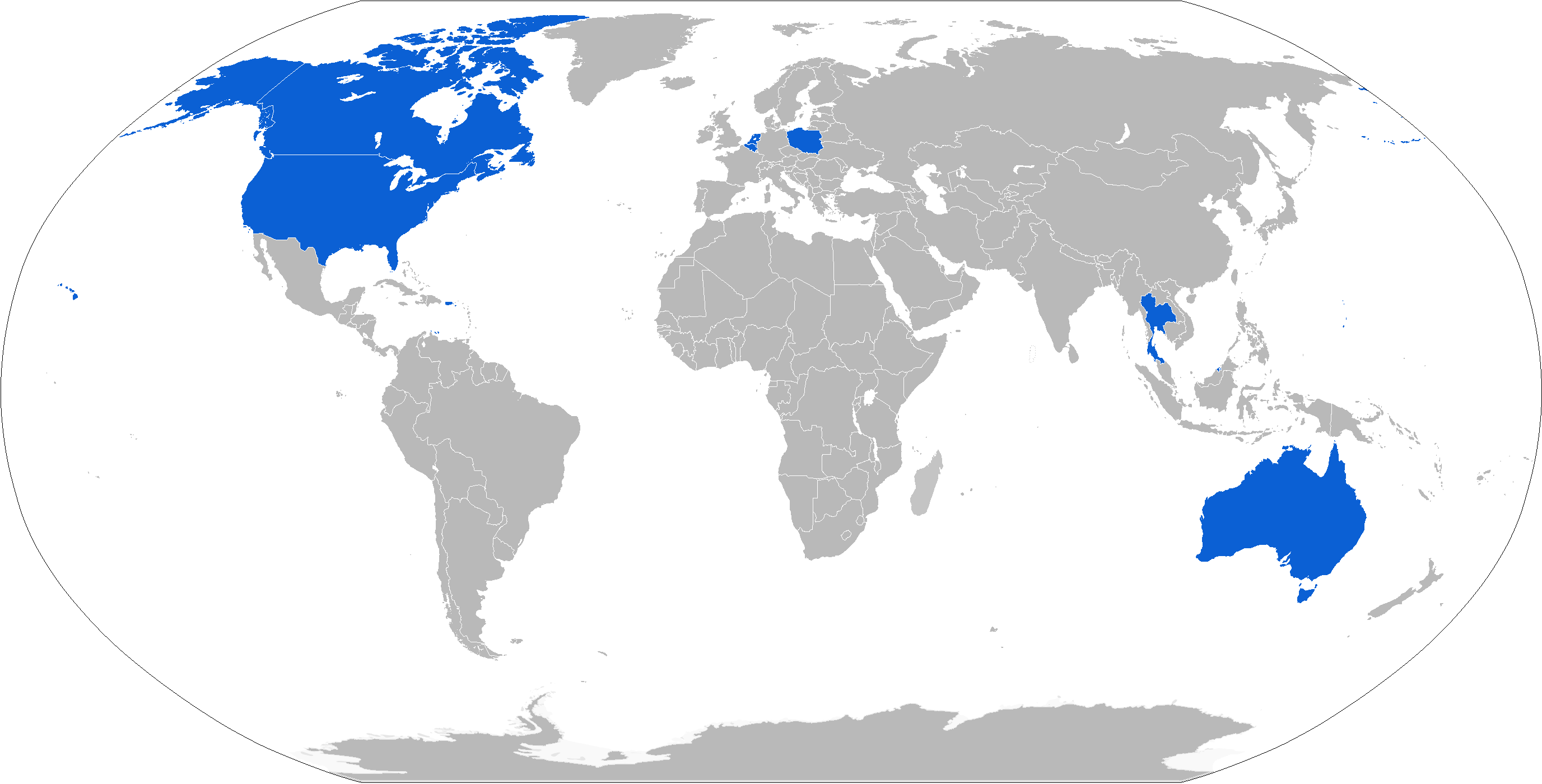
Mapa con los operadores del RQ-21 Blackjack en azul.

- Departamento de Defensa Nacional (Canadá): 1 sistema comprado que incluye 5 aviones.[17]

 Países Bajos
- Real Ejército Holandés: 5 sistemas ordenados a la espera de entrar en servicio en 2014.[18]

 Estados Unidos
- Cuerpo de Marines de los Estados Unidos: 32 sistemas ordenados, cada uno con cinco vehículos aéreos. 100 sistemas planeados para el año fiscal 2017.[2]
- Armada de los Estados Unidos: 25 sistemas ordenados, cada uno con cinco vehículos aéreos.[6]

Un cliente no identificado de Oriente Medio compró seis sistemas.

## Historia operacional
El Cuerpo de Marines estadounidense desplegó su primer sistema RQ-21A Blackjack en Afganistán a finales de abril de 2014. Un sistema Blackjack está compuesto de cinco vehículos, dos sistemas de control terrestres, y equipo de lanzamiento y recuperación. Proporciona misiones de inteligencia, vigilancia y reconocimiento (ISR), usando cargas de pago multi inteligencia, incluyendo cámaras de vídeo de movimiento completo, un marcador infrarrojo, un telémetro láser, un paquete de relé de comunicaciones, y receptores de un sistema de identificación automático. Los modelos en Afganistán eran aviones de capacidad operacional temprana (EOC) sin software embarcado o de pruebas. Desplegar el avión en el terreno fue una forma temprana de encontrar y arreglar problemas que pudieran retrasar el proyecto. El RQ-21 retornó de su despliegue el 10 de septiembre de 2014, tras volar cerca de 1000 horas en 119 días en el teatro. Los Blackjack EOC continuarán siendo usados para entrenamiento, mientras que la culminación de las pruebas embarcadas se planea que resulten en el primer despliegue embarcado del sistema en la primavera de 2015.
El Cuerpo de Marines declaró la capacidad operativa inicial (IOC) del RQ-21A Blackjack en enero de 2016. Durante el verano del mismo año, el MARSOC desplegó el RQ-21A en Irak.
La producción a cadencia plena del RQ-21A ha sido retrasada debido a serios problemas de calidad del sistema. La Oficina del Secretario de Defensa (OSD) emitió revisiones del programa en 2013, 2014 y 2015. El informe de 2015 indica que muchos de estos problemas no habían sido resueltos, a pesar de que la OSD informase de problemas en los años previos. El informe de 2015 establecía que el RQ-21A no era "efectivo operacionalmente", ni "adecuado operacionalmente", que "el sistema tiene vulnerabilidades de seguridad cibernética", y la evaluación general señaló varios fallos de requisitos principales.

## Especificaciones
Referencia datos:  Página del producto

### Características generales
- Tripulación: Ninguno (UAV)
- Longitud: 2,5 m
- Envergadura: 4,9 m
- Peso vacío: 37 kg
- Peso máximo al despegue: 61 kg
- Planta motriz: 1× motor alternativo EFI.
  - Potencia: 6 kW (8 hp)
- Hélices: bipala

### Rendimiento
- Velocidad nunca excedida (Vne): 138 km/h
- Velocidad crucero (Vc): 101 km/h
- Alcance: 93 km[22] (16 horas)
- Techo de vuelo: 5900 m (19500 pies)

### Desarrollos relacionados
- Boeing Insitu ScanEagle

### Secuencias de designación
- Secuencia _Q-_ (Vehículos aéreos no tripulados estadounidenses, 1962-presente): ← Q-18 - Q-19 - Q-20 - Q-21 - Q-22 - Q-23 - Q-24 →

### Listas relacionadas
- Anexo:Aeronaves de la Fuerza Aérea de los Estados Unidos (históricas y actuales)